# Сухотин, Михаил Сергеевич
Михаи́л Серге́евич Сухотин (1850 — 1914) — новосильский уездный предводитель дворянства, член I Государственной думы от Тульской губернии.

## Биография
Из потомственных дворян Тульской губернии. Землевладелец Новосильского уезда. Сын камергера Сергея Михайловича Сухотина (1818—1886) и его жены Марии Алексеевны Дьяковой (1830—1889).
Окончил историко-филологический факультет Московского университета, затем слушал лекции в Гейдельбергском университете.
Избирался гласным Новосильского уездного земского собрания, почётным мировым судьей и, на пять трёхлетий, новосильским уездным предводителем дворянства (1885—1900). Состоял членом училищного совета. Имел придворное звание камер-юнкера, которое утратил в 1895 году в связи с пожалованием чина действительного статского советника. Вышел в отставку в 1900 году.
В 1906 году был избран членом I Государственной думы от Тульской губернии. Входил во фракцию «Союза 17 октября». В думских комиссиях не состоял.
Умер в 1914 году. Погребён в селе Суворове Мценского уезда Орловской губернии.

## Семья
В первом браке с 27 апреля 1877 года был женат на Марии Михайловне Боде-Колычёвой (9.03.1856—22.03.1897), фрейлине двора, дочери барона М. Л. Боде-Колычёва. По словам современницы, была «русская красавица, похожая на отца, но далеко не умная и не разговорчивая». В браке имела восьмерых детей, из которых шестеро выжили:
- Мария (1878—27.03.1881), умерла в раннем детстве.
- Лев (25.12.1879—1948), историк, генеалог. Был женат с 6 мая 1905 года на Елене Петровне Базилевской (16.09.1885—4.06.1958), дочери действительного статского советника П. А. Базилевского.
- Наталья (16.01.1882—11.11.1925), вторая жена (с 23 января 1909 года; Ницца) князя Николая Леонидовича Оболенского (1872—1934), бывшего зятя Л. Н. Толстого.
- Михаил (19.02.1884—1921), офицер.
- Сергей (1887—1926), участник убийства Г. Распутина.
- Алексей (1888—1942), лингвист.
- Татьяна (28.02.1891—17.03.1892), умерла в годовалом возрасте.

- Фёдор (2.10.1895—1921).

14 ноября 1899 года женился на Татьяне Львовне Толстой (4.10.1864—21.09.1950, Рим), дочери писателя Льва Николаевича Толстого. Первые пять детей родились мертвыми, после родилась выжившая дочь:
- мертворожденный сын (12.11.1901)
- мертворожденные близнецы Сергей и Михаил (31.12.1902)
- мертворожденная дочь (18.05.1904)
- Татьяна (6.11.1905—12.08.1996, Рим), в замужестве Сухотина-Альбертини, замужем с 1930 года за Леонардо Альбертини (30.04.1903—17.10.1981), у них 4 детей, потомки живут в Италии.